# Robert Hasti
Robert Hista, dit Robert Hasti, né le 6 mars 1880 à Paris et mort le 2 avril 1962 à Issy-les-Moulineaux, est un acteur français.

## Biographie
Robert Jean Hista est le fils de Louis Hista, artiste peintre, et de Marie Crégut.
Il épouse en 1926 Charlotte Mélanie Augustine Martin (1881-1926), puis en secondes noces, Anne Marie Wetzler, en 1937. Marcel Loche est témoin de la seconde union.
Il meurt le 2 avril 1962 à l'âge de 82 ans.

## Filmographie partielle
- 1906 : Un monsieur qui suit les dames
- 1912 : La Dernière Aventure du prince Curaçao de Georges Denola
- 1919 : L'Œil de Saint Yves
- 1919 : Les Deux Jarretières : Jacques de Tourville
- 1920 : Rien à louer
- 1930 : Fausse Alerte
- 1931 : Soirée dansante
- 1933 : Un rêve blond : Merryman
- 1933 : Les Vingt-huit Jours de Clairette : Le capitaine
- 1933 : Champignol malgré lui : Le capitaine Camaret
- 1950 : Tire au flanc